# Pierre-Jean Benghozi
 (novembre 2018).
Pierre-Jean Benghozi, né le 28 avril 1956, est un chercheur français et ancien élève de l'École polytechnique. Il est depuis 2013 membre du Collège de l'Autorité de régulation des communications électroniques et des postes (ARCEP) et directeur de recherche au Centre national de la recherche scientifique (CNRS). Il a par le passé été président de section économie-gestion du Comité national de la recherche scientifique (CoNRS), ainsi que de la Société française de management. Ses recherches portent sur la numérisation des entreprises, l’économie de l’internet, les modèles d’affaires, notamment dans le champ des industries culturelles et créatives.

## Biographie

### Formation
Pierre-Jean Benghozi est un ancien élève de l'École polytechnique (promo 1976). Par la suite, il soutient en 1982 un doctorat intitulé Les politiques publiques d'aide à l'innovation : gérer et convaincre sous la direction de Michel Berry. Il est titulaire d'une habilitation à diriger des recherches en économie de l'université Paris-Dauphine, qu'il obtient en 1993.

### Recherches menées
À la suite de l'obtention de son habilitation à diriger des recherches, il devient enseignant-chercheur, se spécialisant dans la recherche sur l'entreprise et l'économie numérique ainsi que sur les industries de contenus. Il publie ainsi plusieurs travaux sur les industries culturelles (presse, jeu vidéo, cinéma), à la fois dans un contexte scientifique et au travers d'articles dans la presse grand public. Il a été directeur de thèse plusieurs fois, dont une soutenue par Idriss Aberkane en 2016.

### Administration et animation de la recherche
Pierre-Jean Benghozi a été membre, entre 1992 et 1996 de la section « Économie et gestion »  du Centre national de la recherche scientifique. Cette section est chargée de l'évaluation des équipes, du recrutement et de la gestion des personnels relevant de l’économie et la gestion pour le CNRS. Il en prend la tête entre 2000 et 2004. À partir de 2005 et jusqu'en 2013, il constitue puis dirige le Pole de recherche en économie et gestion de l’École polytechnique. Il a également été Président de la société française de management entre 2006 et 2007 et membre des conseils scientifiques du club Senat.fr entre 1998 et 2006, de l’université Paris-Dauphine entre 2004 et 2009, de l’Institut Télécom entre 2006 et 2012, de l’Institut des hautes études pour la science et la technologie de 2010 à 2014.

### Enseignements
Il a dirigé la filière Économie et sciences sociales de l’école doctorale de l’École polytechnique (1999-2005). Il a également lancé et présidé le PhD Program Law & Economics (coorganisé par l'université Cornell, l'École polytechnique et l'università degli studi de Turin) entre 2003 et 2006. Il est cofondateur et animateur depuis 2009 du master français de l’économie numérique (M2 IREN), sur la base d’un partenariat construit entre l’École polytechnique, CentraleSupélec, Télécom ParisTech, l’université Paris-Sud (Saclay) et l’université Paris-Dauphine.
En 2007, il a fondé la chaire « Innovation et Régulation des services numériques » en partenariat avec Télécom ParisTech, qu'il présidera jusqu'à sa nomination à l'ARCEP en 2013.

### Polémique
Pierre-Jean Benghozi a co-dirigé avec Paul Bourgine la thèse de Idriss Aberkane en Sciences de gestion dont la validité est contestée et qui pourrait être annulée.

## Publications
- « Les temps modernes : de la gestion des organisations à la gestion de projet. Le modèle du secteur culturel », Hermes, CNRS éditions; 2006.
- (avec S. Bureau) « Professionnalisation des nouveaux métiers liés aux TIC : le cas des webmestres intranet de France Télécom », Économie et Sociétés, série Socio-économie du travail, 2005.
- « De l’intermédiation à la prescription : Le Cas de la télévision », Revue française de gestion, Paris T., 2003.
- « Technologie et Organisation : Le Hasard et la Nécessité », Annales des télécommunications, mars-avril 2002.
- « Relations interentreprises et nouveaux modèles d'affaires », Revue économique n° 52, Special issue « Économie de l'Internet », 2001.
- (avec Christian Licoppe et A. Rallet) Coordination du dossier « Internet et commerce électronique », Réseaux, vol. 19, n° 106, 2001.

## Livres édités
- (avec P. Chantepie) Jeux vidéo : l’industrie culturelle du XXIe siècle ?, éd. des Presses de Science Po, 2017.
- (avec Michelle Bergadaà et Fatima Gueroui) Les temporalités du web, Bruxelles, de Boeck (coll. « Le point sur… e-business & e-communication »), 2014.
- (avec Thomas, éds.) Howard Becker et les mondes de l’art, Palaiseau, éditions de l’École polytechnique, 2013, 346 p.